# Huntersville
Huntersville és una població dels Estats Units a l'estat de Carolina del Nord. Segons el cens del 2000 tenia 24.960 habitants.

## Demografia
Segons el cens del 2000, Huntersville tenia 24.960 habitants, 9.171 habitatges i 6.859 famílies. La densitat de població era de 309,4 habitants per km².
Dels 9.171 habitatges en un 41,9% hi vivien nens de menys de 18 anys, en un 64,6% hi vivien parelles casades, en un 7,5% dones solteres, i en un 25,2% no eren unitats familiars. En el 19,2% dels habitatges hi vivien persones soles el 3,4% de les quals corresponia a persones de 65 anys o més que vivien soles. El nombre mitjà de persones vivint en cada habitatge era de 2,67 i el nombre mitjà de persones que vivien en cada família era de 3,09.
Per edats la població es repartia de la següent manera: un 28,3% tenia menys de 18 anys, un 6,2% entre 18 i 24, un 40,7% entre 25 i 44, un 18,6% de 45 a 60 i un 6,2% 65 anys o més.
L'edat mediana era de 33 anys. Per cada 100 dones de 18 o més anys hi havia 96 homes.
La renda mediana per habitatge era de 71.932 $ i la renda mediana per família de 80.821 $. Els homes tenien una renda mediana de 53.553 $ mentre que les dones 33.877 $. La renda per capita de la població era de 30.256 $. Entorn de l'1,9% de les famílies i el 3,1% de la població estaven per davall del llindar de pobresa.

## Poblacions més properes
El següent diagrama mostra les poblacions més properes.